# لاوری لنمتس
لاوری لَنمتس (استونیایی: Lauri Läänemets؛ زادهٔ ۳۱ ژانویهٔ ۱۹۸۳)  سیاستمدار و نماینده مجلس اهل استونی است.